# Khash
Khash é uma sopa típica da Arménia y Turquia, que consiste em ferver em água, durante cerca de 24 horas, pedaços de perna de vaca ou de carneiro com temperos até obter um caldo forte e aromático, uma versão do consommé ocidental. A palavra "khash" é uma forma do verbo "khashel", que significa "cozer".